# Alosa becllarga del Cap
La alosa becllarga del Cap (Certhilauda curvirostris) és una espècie d'ocell de la família dels alàudids (Alaudidae).

## Hàbitat i distribució
Habita zones rocoses i praderies de l'Àfrica meridional, al sud-oest de Namíbia i oest de Sud-àfrica.